# Terebra argus
Terebra argus é uma espécie de gastrópode do gênero Terebra, pertencente a família Terebridae.